# Trachelipus palustris
Trachelipus palustris is een pissebed uit de familie Trachelipodidae. De wetenschappelijke naam van de soort is voor het eerst geldig gepubliceerd in 1937 door Hans Strouhal.